# Nyakaziba
Nyakaziba är ett vattendrag i Burundi.   Det ligger i provinsen Cankuzo, i den nordöstra delen av landet, 170 km öster om huvudstaden Bujumbura.
Omgivningarna runt Nyakaziba är en mosaik av jordbruksmark och naturlig växtlighet. Runt Nyakaziba är det ganska glesbefolkat, med 32 invånare per kvadratkilometer.